# Östra Öskevik
Östra Öskevik är en by och småort i Linde socken i Lindesbergs kommun i Örebro län. 
På platsen fanns en hytta känd sedan 1539 men verksamhet sägs ha förekommit sedan 1100-talet. Enligt en minnessten på platsen var masugnen i drift 1847–1927. Av järnverksamheten återstår ruinen av hyttan, intill en byggnad som hörde till hyttanläggninen. Det finns också lämningar i form av en rostugn, en kanal med vattenhjulsgrop och slagghögar.

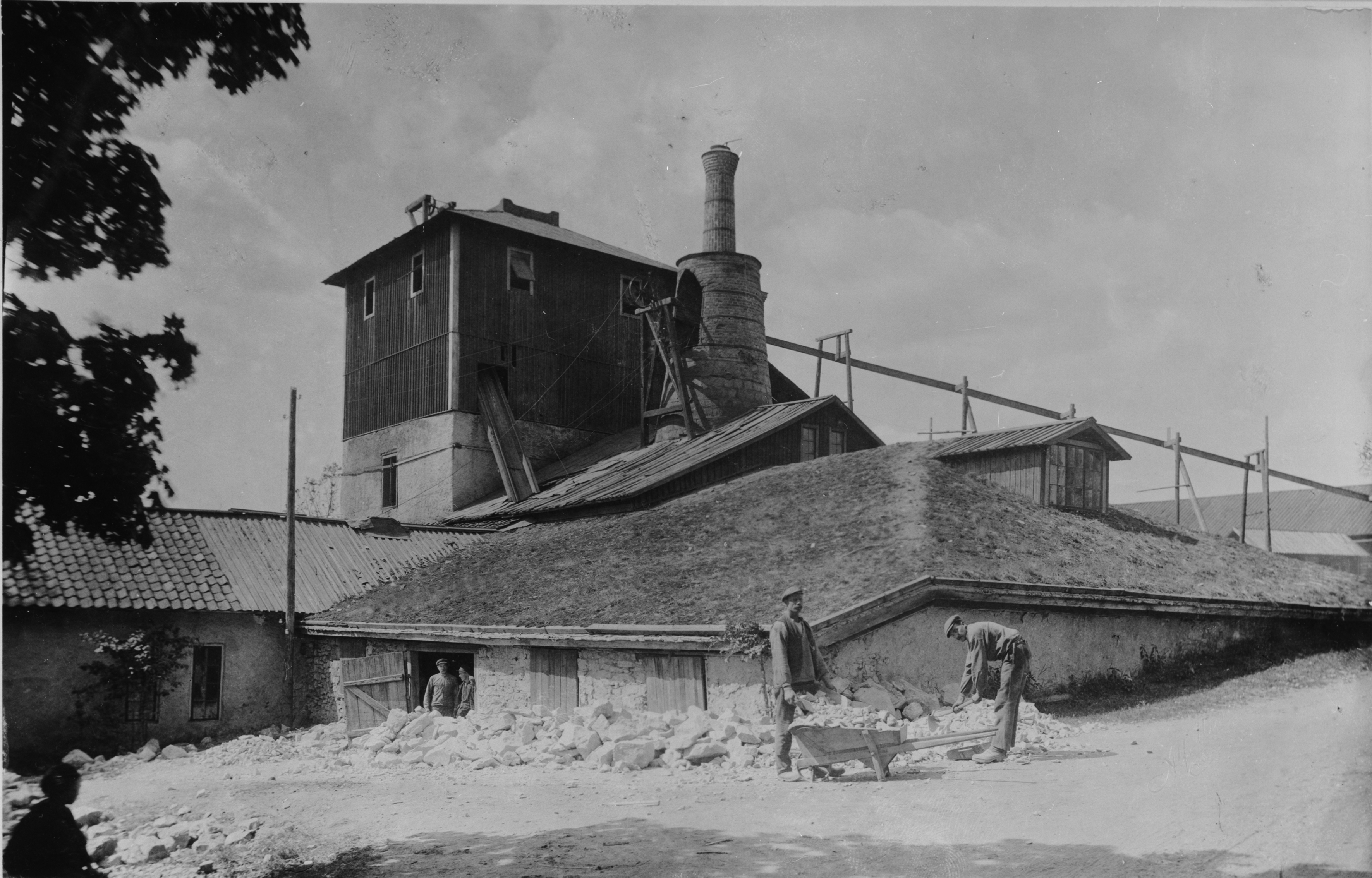
Två arbetare lastar sten vid Öskeviks masugn.
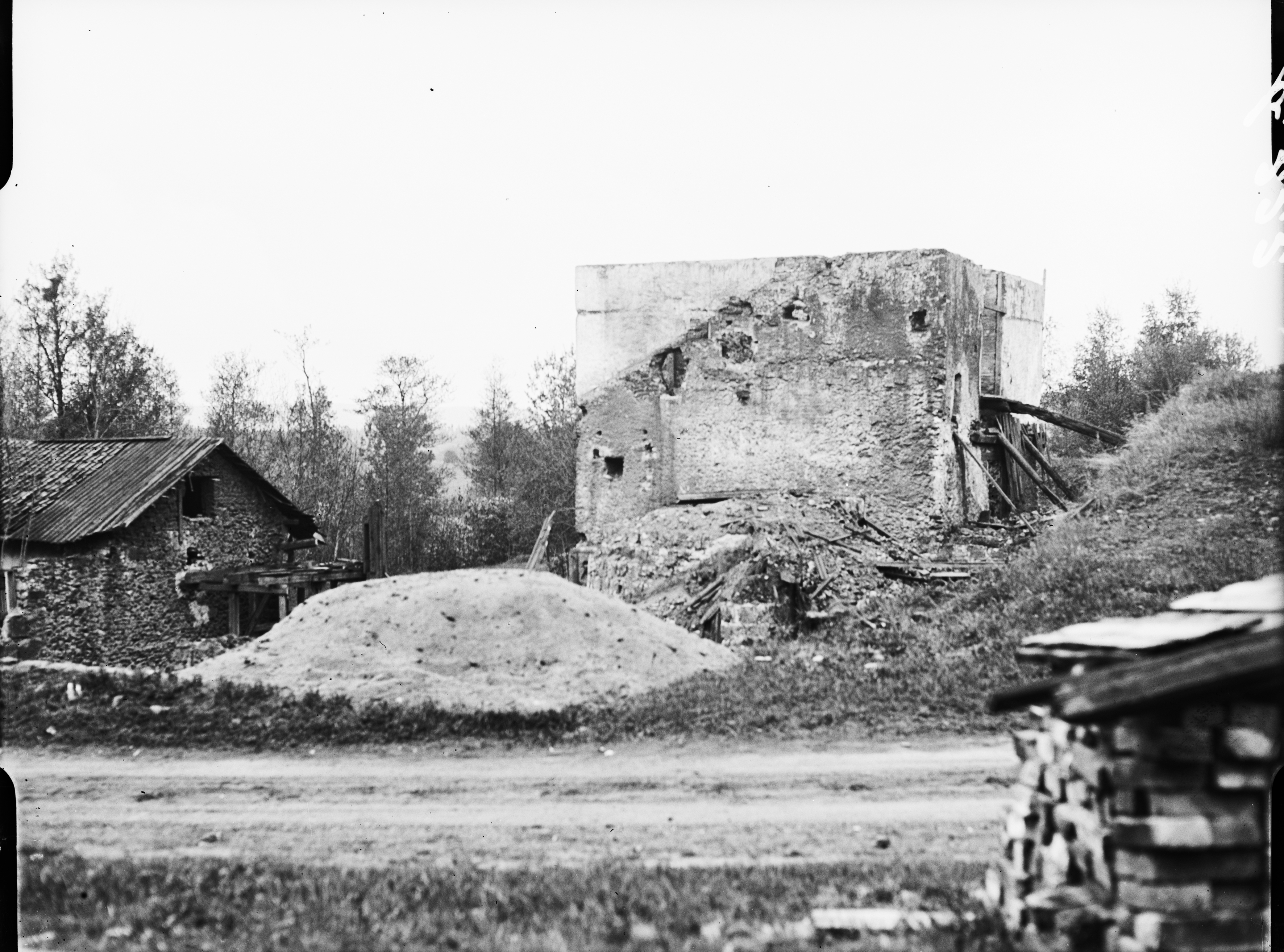
Ruiner av masugnen i Öskevikshyttan.